# Graffiti U
Graffiti U è il decimo album in studio del cantante australiano Keith Urban, pubblicato nel 2018.

## Tracce
1. Coming Home (featuring Julia Michaels) – 3:33
2. Never Comin' Down – 3:34
3. Same Heart – 3:36
4. My Wave (Intro) – 0:28
5. My Wave (featuring Shy Carter) – 3:32
6. Parallel Line – 4:13
7. Drop Top (featuring Kassi Ashton) – 3:44
8. Way Too Long – 3:15
9. Horses (featuring Lindsay Ell) – 3:37
10. Gemini – 4:09
11. Texas Time (Intro) – 0:10
12. Texas Time – 4:51
13. Love the Way It Hurts (So Good) – 3:21
14. Female – 3:16
15. Steal My Thunder – 7:16